# Ска
Ска (англ. ska) — музыкальный стиль, появившийся на Ямайке в конце 1950-х годов.
Для ска характерен раскачивающийся ритм 2/4, когда гитара играет на четные удары барабанов, а контрабас или бас-гитара подчёркивает нечётные. Мелодия исполняется духовыми инструментами, такими как труба, тромбон и саксофон. Среди мелодий ска можно встретить джазовые мелодии.

## Развитие
В 1964 году в рамках Всемирной выставки в Нью-Йорке в качестве музыкального символа Ямайки были представлены исполнители ска. Если первоначально ска было под большим влиянием американского ритм-энд-блюза и рок-н-ролла, то с середины 60-х ска стало вбирать элементы соул, что привело к трансформированию ска в рокстеди (1966—1968) — музыку с другим, более медленным ритмом.

### Ска первой волны
В начале шестидесятых годов пластинки с мелодиями ска стали появляться в Англии — сначала как импорт с Ямайки, а позже и на новых английских лейблах — Planetone, Island, Blue Beat и других.
Первые песни ска условно называют в современном мире "ска первой волны".
В Англии часто используется термин блюбит для обозначения первых ямайских пластинок, который берёт своё название от дочернего лейбла Melodisc Records — Blue Beat, созданного для выпуска новой ямайской музыки. Продукция лейбла в этот период состояла из смеси ямайского и американского ритм-энд-блюза, ска и джаза.
Через полтора десятилетия проигрыватели появились в каждом доме, поэтому массовых танцев стало меньше. Так прошла пора «первой волны» ска.

### Ска второй волны
В 1970-е гг. в Великобритании появились музыканты, перепевавшие ска первой волны, повторяя первоначальные ритмы и звучание. Это британское ска явилось «второй волной» (именуемое «2-Tone» от названия одноимённого лейбла). Среди наиболее популярных новых британских ска-групп были The Specials, Madness, The Beat.
Концерты исполнителей «2-Tone» вызвали переиздание старых пластинок. Возобновились концерты ямайских музыкантов, игравших ска за десять лет до эпохи «2-Tone».

### Ска третьей волны
«Третья волна» (англ. Third wave ska) — термин, которым принято обозначать новую волну ска-музыки в 80-90-х гг. В данный период происходит смешение ска с такими жанрами, как панк-рок, джаз, хардкор и другими.
Термин впервые появился в 1989 году. Его авторство приписывается ведущим музыкальной радиопрограммы «Ska Parade» Тейзи Филлипсу (Tazy Phyllipz) и Альбино Брауну (Albino Brown).
Одной из первых ска-групп третьей волны можно считать нью-йоркскую группу The Toasters, также можно выделить The Slackers, The Uptones, Fishbone, Operation Ivy, Let’s Go Bowling, Bim Skala Bim, Mighty Mighty Bosstones, Sublime, Reel Big Fish, Ska-p.
Среди рекорд-лейблов этого времени такие, как Moon Ska Records (основан в 1981 году фронтменом группы The Toasters Робертом Хингли), Megalith Records (основан в 1996 году им же), Asian Man Records, Hellcat Records, Stomp Records.

## Дизайн «2-Tone»
В качестве символики ска чаще всего используется клетчатый рисунок с обложек пластинок «2-Tone Records». Значки с таким рисунком не редкость на ска-концертах. На интернет-сайтах чёрно-белая «клеточка» может быть частью оформления.
Этот дизайн был создан участниками группы The Specials для своего лейбла Two Tone. В своей книге басист группы Хорас Пантер пишет:

it was Jerry who used the idea of black and white check (an old mod op-art motif — one of the simplest decorative patterns in the world)— Horace Panter, "Ska'd For Life"

## Ска в России
Одной из первых групп в России, исполнявших в первой половине 1980-х годов собственные песни в стиле ска, была ленинградская группа «Странные игры». В России проводятся клубные концерты, фестивали, выпускаются диски. Среди наиболее известных российских ска и ска-панк групп: Distemper, Male Factors (Факторы), Suspense Heroes Syndicate, Cumshot, Necondition, Private Radio, Shootki, Spitfire, Markscheider Kunst, Skальпель, M.A.D. Band, Cabernet Deneuve, Chattanooga Ska Orchestra, The Froglegs, St. Petersburg Ska-Jazz Review, Lollypop Lorry, The Wheeler-Dealers, The Middle Volga Social Club, Пневмослон.